# Prêmio Nemmers de Matemática
O Prêmio Frederic Esser Nemmers de Matemática é uma condecoração bianual da Universidade Northwestern em Evanston (Illinois), por trabalhos de importância fundamental e duradoura no campo da matemática.
Juntamente com o Prêmio Nemmers de Economia, foi patrocinado pelos irmãos Erwin Plein Nemmers e Frederic Esser Nemmers com uma dotação de 14 milhões de dólares. A maior parte dos rendimentos sobre esta dotação retorna ao mesmo, a fim de aumentar o valor monetário do prêmio concedido.
Cada um dos prêmios de 2010 foi dotado com 175 mil dólares, sendo portanto o Prêmio Nemmers de Matemática atualmente o de maior valor financeiro nos Estados Unidos destinado à matemática.

## Laureados
- 1994 Yuri Manin
- 1996 Joseph Keller
- 1998 John Conway
- 2000 Edward Witten
- 2002 Yakov G. Sinai
- 2004 Mikhael Gromov
- 2006 Robert Langlands
- 2008 Simon Donaldson
- 2010 Terence Tao
- 2012 Ingrid Daubechies
- 2014 Michael Jerome Hopkins
- 2016 János Kollár
- 2018 Assaf Naor
- 2020 Nalini Anantharaman